# فهرست رهبران طالبان
این فهرست رهبران طالبان است. طالبان یک گروه و جنبش نظامی سیاسی در افغانستان است.

## فرماندهان عالی
| تصویر | نام                    | موقعیت       | وضعیت |
| ----- | ---------------------- | ------------ | --- |
|       | ملا محمد عمر           | امیرالمؤمنین | - ملا محمد عمر، بنیانگذار و رهبر معنوی طالبان، تا زمان مرگ در نزدیکی یک پایگاه آمریکای در جنوب افغانستان مخفی شده بود. - در ۲۵ آوریل ۲۰۱۳ بر اثر سل درگذشت. مقامات طالبان مرگ او را دو سال مخفی نگه داشتند تا اینکه در ژوئیه ۲۰۱۵ توسط ریاست امنیت ملی افغانستان فاش شد. |
|       | ملا اختر منصور         | امیرالمؤمنین | - انتخاب شده در ژوئیه ۲۰۱۵. - در حمله هواپیمای بدون سرنشین آمریکا در مه ۲۰۱۶ در پاکستان کشته شد. دولت آمریکا، دولت افغانستان، القاعده و طالبان مرگ را تأیید کردند. |
|       | مولوی هبت‌الله آخندزاده | امیرالمؤمنین | - انتخاب شده در مه ۲۰۱۶ چند روز پس از آنکه هواپیمای بدون سرنشین آمریکایی سلف او را کشت. - در ۱۵ اوت ۲۰۲۱ پس از حمله طالبان در ۲۰۲۱ و سقوط کابل حاکم افغانستان شد. |

## معاونین و وزرا
| نام                | سمت                               | وضعیت |
| ------------------ | --------------------------------- | --- |
| ملا عبدالغنی برادر | والی ولایات هرات و نیمروز         | - از مؤسسین اولیه طالبان به همراه ملا عمر - گفته شده قائم مقام رهبر طالبان است - در سال ۲۰۱۰ به دست نیروهای پاکستان دستگیر شد - به درخواست دولت آمریکا در سال ۲۰۱۸ آزاد شد                      |
| ملا عبیدالله آخند  | وزیر دفاع                         | - رهبر ارشد طالبان - در اواخر فوریه ۲۰۰۷ به دست نیروهای پاکستانی دستگیر شد در زندان پاکستان در ۲۰۱۰ بر اثر عارضه قلبی درگذشت                                                                    |
| وکیل احمد متوکل    | وزیر امور خارجه                   | - او آخرین وزیر امور خارجه طالبان در امارت اسلامی افغانستان بود. - به ائتلاف شمال در قندهار، ۲۰۰۱ تسلیم شد                                                                                      |
| عبدالرحمان زاهد    | قائم مقام وزیر امور خارجه         | - گفته می‌شود پس از جنگ ۲۰۰۱ وارد پاکستان شد، ولی تا پیش از پایان ۲۰۰۱ به روستایش در ولایت لوگر بازگشت - رها - گفته شده رهبر شورای طالبان در کویته است - گفته شده در اواخر فوریه ۲۰۱۰ دستگیر شده |
| ملا محمدحسن آخند   | سرپرست رییس‌الوزرا                 | - رها - گفته شده از رهبران شورای طالبان در کویته است. - گزارش شده در اواخر ۲۰۱۰ دستگیر شده. |
| محمدنبی عمری       | وزارت مخابرات و تکنالوژی معلوماتی | - رئیس مخابرات طالبان بود - به عنوان یکی از اعضای رهبری طالبان نام برده شده. |
| ملا عبدالرزاق      | وزارت تجارت و صنایع               | - نیروهای افغان او را در کوه‌های شمال قندهار، ۱ آوریل ۲۰۰۳ دستگیر کردند. |
| ملا خاکسار آخند    | قائم مقام وزیر داخله              | - در کابل کنفرانسی مطبوعاتی ترتیب داد، طالبان را محکوم و از حامد کرزی حمایت کرد. at large |
| قاری احمدالله      | وزیر اطلاعات                      | - گفته شده در بمباران ولایت پکتیا کشته شد. - 12 years after the incident, an investigation by هارپرز ویکلی alleged that Ahmadullah is alive.                                                    |
| عبدالحق وثیق       | قائم مقام وزیر اطلاعات            | - در اطلاعات طالبان کار کرد - در غیاب قاری به عنوان کفیل وزارت اطلاعات عمل کرد. - در ژانویه ۲۰۰۲ وارد بازداشتگاه گوانتانامو و تا ۳۱ مه ۲۰۱۴ در آنجا بود.                                        |
| ملا نورالدین ترابی | وزیر دادگستری                     | - گفته شده در کویته در پناه پاکستان بوده تا پایان 2001; توسط نیروهای آمریکایی دستگیر شده و مورد عفو قرار گرفته                                                                                  |
| امیر خان متقی      | وزیر فرهنگ و اطلاعات              | - گفته شده به پیشاور رفته و آنجا مخفی شده - هنوز رها |
| ملا قوس الدین      |                                   | - در تیراندازی در ولایت زابل، ۲۷ مه ۲۰۰۳ کشته شد |
| ملا عباس آخند      | وزیر صحه                          | - در سال ۲۰۰۲ در ارزگانت مخفی بوده"; - رها |
| مولوی عبدالراغب    | قائم مقام اول شورای وزیران        | - نامعلوم) |

## والیان
| نام                   | موقعیت                            | وضعیت |
| --------------------- | --------------------------------- | --- |
| مولوی عبدالکبیر       | والی ولایت ننگرهار                | - رئیس منطقه شرقی؛ (همچنین به بالا مراجعه کنید) - ظاهراً پیش از پایان سال ۲۰۰۱ به پیشاور پاکستان نقل مکان کرده‌است - گزارش شده‌است که از رهبران کویته شورا طالبان است. - گزارش شده‌است که در ۲۰ فوریه ۲۰۱۰ در نوشهر ضبط شده‌است. بعداً منتشر شد. |
| ملا خیرالله خیرخواه   | والی ولایت هرات و وزیر داخله      | - خیرالله یکی از اعضای اصلی طالبان بود که این جنبش را در سال ۱۹۹۴ راه اندازی کرد. - والی سابق ولایت هرات - او مستقیماً با فرمانده عالی طالبان ملا محمد عمر ارتباط داشت. |
| مولوی نورالله نوری    | والی ولایت بلخ                    | - رئیس منطقه شمالی - والی سابق ولایت بلخ - در دسامبر ۲۰۰۱، او دستگیر شد و در مزار شریف در دست فرمانده ژنرال اتحاد شمال افغانستان شناخته شد. عبدالرشید دوستم؛ - از زمان افتتاح در گوانتانامو برگزار شد. - تحلیلگران گوانتانامو ادعا کردند که وی محافظ اصلی "فرماندار مزاری شریف " بوده‌است. [کذا]، و در غیاب او به عنوان سرپرست فرمانداری خدمت کرده بود. |
| نعیم کوکی             | والی ولایت بامیان                 | - در بزرگ - رهبر قبیله ای مردم کوچی. - وزیر سابق امور قبایل - چندین سال در گوانتانامو برگزار شد. |
| مولوی احمد جان        | فرماندار ولایت زابل               | - در سال ۲۰۰۰ توسط سازمان ملل متحد تحریم شد - گزارش شده‌است که از رهبران کویته شورا طالبان است. - گزارش شده در اواخر فوریه ۲۰۱۰ گرفته شده‌است. |
| ملا حسن رحمانی        | والی ولایت قندهار                 | - گزارش شده‌است که از رهبران کویته شورا طالبان است. - گزارش شده در اواخر فوریه ۲۰۱۰ گرفته شده‌است. |
| ملا میرمحمد           | والی سایه ولایت بغلان در سال ۲۰۱۰ | - گزارش شده‌است که از رهبران کویته شورا طالبان است. - گزارش شده در اواخر فوریه ۲۰۱۰ گرفته شده‌است. |
| ملا عبدالسلام         | والی سایه ولایت قندوز در سال ۲۰۱۰ | - گزارش شده‌است که از رهبران کویته شورا طالبان است. - گزارش شده در اواخر فوریه ۲۰۱۰ گرفته شده‌است. |
| ملا عبدالسلام علیزایی | فرماندار ولایت ارزگان در دهه ۱۹۹۰ | - در دسامبر ۲۰۰۷ به دولت گروید. |

## سایر مقامات عالی‌رتبه، سفرا و فرستادگان خارج از کشور
| نام                        | موقعیت                               | وضعیت |
| -------------------------- | ------------------------------------ | --- |
| عبدالسلام ضعیف             | سفیر در پاکستان                      | - وی پیش از حمله آمریکا به افغانستان سفیر افغانستان در پاکستان بود. - در پاییز ۲۰۰۱ در پاکستان بازداشت شد و تا سال ۲۰۰۵ در زندان گوانتانامو نگهداری شد |
| سید رحمت‌الله هاشمی         | فرستاده در ایالات متحده              | - در سال ۲۰۰۵ به عنوان دانشجوی غیر مقطع تحصیلی در ییل پذیرفته شد                                                                                       |
| عبدالحکیم مجاهد            | فرستاده در سازمان ملل متحد           | - در اوایل دسامبر ۲۰۰۱ وارد پاکستان شد |
| حمدیدالله، معروف به جنت گل | رئیس شرکت هواپیمایی آریانا افغانستان | - در ۲۴ نوامبر ۲۰۰۱ در شرق کندوز تسلیم شد. وضعیت بعداً توسط یک دادگاه بررسی وضعیت مبارز به عنوان «دیگر مبارز دشمن نیست» تعیین شد و آزاد شد.             |

## فرماندهان میدانی
| نام                  | موقعیت              | وضعیت |
| -------------------- | ------------------- | --- |
| ملا محمد فضل         | رئیس ستاد           | - وی معاون وزیر دفاع پیشین طالبان بود - از ۱۱ ژانویه ۲۰۰۲ تا ۳۱ مه ۲۰۱۴ در خلیج گوانتانامو برگزار شد. |
| ملا دادالله          | فرمانده ارشد نظامی  | - در نوامبر ۲۰۰۱ از محاصره قندوز فرار کرد و به قندهار رسید. در تخلیه قندهار شرکت کرد، سپس ممکن است به شهر خود کجایی در ولایت هلمند برگشته باشد. ظاهراً (با دستور دادن از طریق تلفن همراه) در قتل ریکاردو مانگویا در ۲۷ مارس ۲۰۰۳ شرکت کرد. - او قبل از سقوط دولت طالبان به عنوان انگلیسی لنگ به دلیل مقاومت در برابر طالبان لقب گرفت زیرا الف) در جهاد پای خود را از دست داد ) گفته شده وی به اندازه انگلیسی‌های شیطان حیله‌گر بود. - یکی از effectiveمؤثرترین فرماندهان در مقاومت، وی با قتل‌عام شیعیان، سیاست زمین سوخته روستاهای شیعه در سال ۲۰۰۱ (که قبلاً در رادیو به آن افتخار می‌کرد)، و اعدام خلاصه مردان مشکوک به پرتاب نارنجک دستی به محوطه وی در سال ۲۰۰۱ (که آنها در یکی از چهارراه‌های اصلی به دار آویخته شدند) و بمب‌گذاری‌های انتحاری. - وی در ۱۳ مه ۲۰۰۷ کشته شد. |
| جلال الدین حقانی     | رهبر نظامی          | - اولین فرمانده مجاهد در تصرف یک شهر، خوست، از دولت کابل، در سال 1991. - تا زمان تصرف کابل در سال ۱۹۹۵ با طالبان متحد نشد. - حامد کرزی از وی خواسته تا به عنوان نخست‌وزیر خدمت کند، در تلاش برای جدا کردن بال میانه‌رو طالبان. - مرگ وی بر اثر بیماری ۳ سپتامبر ۲۰۱۸ اعلام شد |
| عبدالرزاق نافز       | فرمانده میدانی      | - در نوامبر ۲۰۰۱ پس از جنگ در نزدیکی قندوز توسط عبدالرشید دوستم آزاد شد و پس از فرار به قندهار |
| ملا شهزاده           | فرمانده استانی      | - یکی از فرماندهان قبل از حمله آمریکا، پس از شکست طالبان اسیر شد و در گوانتانامو دفن شد. او موفق شد مقامات را متقاعد کند که در عوض یک غیرنظامی به اشتباه بازداشت شده‌است و در سال ۲۰۰۳ آزاد شد. او به جنگ بازگشت و در سال ۲۰۰۴ کشته شد. |
| ملا محمد حسن رحمانی  | فرمانده شبه نظامیان | - در بزرگ - در اوایل سال ۲۰۱۰ فردی به نام "ملا حسن رحمانی " گزارش شد که اخیراً یکی از رهبران کویته شورا طالبان بوده‌است. گفته می‌شود که وی والی سابق قندهار بوده‌است. دومین رهبر طالبان که اخیراً دستگیر شده بود "ملا محمد حسن " نام داشت. گفته می‌شود که وی وزیر خارجه سابق طالبان بوده‌است. |
| گل محمد جنگوی        | فرمانده میدانی      | - در ۱۹ ژوئیه ۲۰۰۶ خروج غیرمنتظره طالبان از هلمند توضیح داد. |
| ملا اختر محمد عثمانی | فرمانده میدانی      | - در حمله هوایی آمریکا در دسامبر ۲۰۰۶ کشته شد. - کشته شدن مقامات طالبان تأیید شده‌است. |
| ملا عبدالظاهر        | فرمانده گروه        | - کشته شدن در حمله هوایی آمریکا که عثمانی را در دسامبر ۲۰۰۶ کشته بود |
| مفتی نعمت            | فرمانده میدانی      | - رهبر مهم طالبان در شمال افغانستان، به ویژه ولایت جوزجان، که بعدها از جنبش اخراج شد، فراری به دولت افغانستان، و سپس به دولت اسلامی را استان خراسان (داعش-K) |
| شیخ ایلیاس خیل       | فرمانده             | - در ۲ اوت ۲۰۰۷ در پاکستان دستگیر شد |

## رهبران تحریک طالبان پاکستان
| نام            | موقعیت  | وضعیت |
| -------------- | ------- | --- |
| مولانا فضل‌الله | فرمانده | - اعتقاد بر این بود که رهبر تحریک طالبان پاکستان و رئیس سابق طالبان در منطقه سوات، پاکستان در استان کنر افغانستان زندگی می‌کند. - بیعت با ملا محمد عمر - در ۱۳ ژوئن ۲۰۱۸ کشته شد. |